# Cuevas de San Marcos
Pour les articles homonymes, voir Cuevas.
Cuevas de San Marcos est une commune de la province de Malaga dans la communauté autonome d'Andalousie en Espagne.